# وراترول الکل
وراترول الکل (به انگلیسی: Veratrole alcohol) با فرمول شیمیایی C۹H۱۲O۳ یک ترکیب شیمیایی با شناسه پاب‌کم ۷۱۱۸ است. که جرم مولی آن ۱۶۸٬۱۹ g/mol می‌باشد. 